# NGC 5037
NGC 5037 est une galaxie spirale située dans la constellation de la Vierge. Sa vitesse par rapport au fond diffus cosmologique est de 2 173 ± 29 km/s, ce qui correspond à une distance de Hubble de 32,1 ± 2,3 Mpc (∼105 millions d'al). NGC 5037 a été découverte par l'astronome germano-britannique William Herschel en 1887.

NGC 5037 par le télescope spatial Hubble.

La classe de luminosité de NGC 5037 est I.
À ce jour, une mesure non basée sur le décalage vers le rouge (redshift) donne une distance d'environ 29,000 Mpc (∼94,6 millions d'al). Cette valeur est tout juste à l'extérieur des valeurs de la distance de Hubble.